# Oleg Pavlovič Tabakov
Oleg Pavlovič Tabakov (in russo Олег Павлович Табаков?; Saratov, 17 agosto 1935 – Mosca, 12 marzo 2018) è stato un attore russo, fino al 1991 sovietico.

## Filmografia parziale

### Cinema
- Tugoj uzel, regia di Michail Abramovič Švejcer (1956)
- Ljudi na mostu, regia di Aleksandr Grigor'evič Zarchi (1959)
- Ispytatel'nyj srok, regia di Vladimir Ivanovič Gerasimov (1960)
- Šumnyj den, regia di Anatolij Ėfros e Georgij Grigor'evič Natanson (1960)
- Molodo-zeleno, regia di Konstantin Naumovič Voinov (1962)
- Stroitsja most, regia di Oleg Nikolaevič Efremov e Gavriil Georgievič Egiazarov (1965)
- Vystrel, regia di Naum Michajlovič Trachtenberg (1966)
- Guerra e pace (Voyna i mir), regia di Sergej Fëdorovič Bondarčuk (1966)
- Gori, gori, moja zvezda, regia di Aleksandr Mitta (1969)
- Slučaj s Polyninym, regia di Aleksej Sacharov (1970)
- Mosca non crede alle lacrime (Moskva slezam ne verit), regia di Vladimir Men'šov (1979)
- Nezvannyj drug, regia di Leonid Marjagin (1980)
- Oblomov (Neskolko dney iz zhizni I.I. Oblomova), regia di Nikita Sergeevič Michalkov (1980)
- Vakansija, regia di Margarita Mikaėljan (1981)
- Vsё naoborot, regia di Vladimir Grammatikov e Vitalij Fetisov (1981)
- Aplodismenty, aplodismenty..., regia di Viktor Buturlin (1984)
- Posle doždička v četverg, regia di Michail Iosifovič Juzovskij (1985)
- Čelovek s bul'vara Kapucinov, regia di Alla Surikova (1987)
- Oci ciornie, regia di Nikita Sergeevič Michalkov (1987)
- Il proiezionista (The inner circle), regia di Andrej Končalovskij (1991)
- Širli-myrli, regia di Vladimir Men'šov (1995)
- Sirota kazanskaja, regia di Vladimir Maškov (1997)
- Tre piccoli omicidi (Tri istorii), regia di Kira Muratova (1997)
- Kadril, regia di Viktor Abrosimovič Petrov (1999)
- Prezident i ego vnučka, regia di Tigran Keosajan (1999)
- Rokonok, regia di István Szabó (2006)
- Melodia per organetto (Melodiya dlya sharmanki), regia di Kira Muratova (2009)
- Kuchnja v Pariže, regia di Dmitrij D'jačenko (2014)

### Televisione
- Diciassette momenti di primavera (Semnadtsat mgnoveniy vesny) – miniserie TV, 8 episodi (1973) – Walter Schellenberg